# Trevor Gallant
Trevor Gallant (* 10. Januar 1975 in London, Ontario) ist ein ehemaliger kanadischer Eishockeyspieler. In Europa war er unter anderem für den EC Bad Nauheim, die Straubing Tigers, die Vienna Capitals und zuletzt den HC Innsbruck aktiv.

## Karriere
Gallant spielte im Alter von 16 Jahren erstmals für die Kitchener Rangers in der Ontario Hockey League. Dort spielte er vier Jahre lang, während der Saison 1994/95 wechselte er zu den North Bay Centennials, die ebenfalls in der OHL spielten. Für die Centennials stand der Stürmer zwei Saisons auf dem Eis, in der Spielzeit 1996/97 absolvierte er zudem noch fünf Spiele für die South Carolina Stingrays in der East Coast Hockey League.
1996 kam Gallant nach Europa, nach einem kurzen Gastspiel bei Hermes Kokkola in der finnischen I divisioona spielte er in der Saison 1996/97 bei Tappara Tampere in der höchsten finnischen Spielklasse SM-liiga. 1998 ging der Linksschütze nach Italien und stand für den HC Asiago in der Serie A und in der Alpenliga auf dem Eis. Der Stürmer kehrte 1999 nach Nordamerika zurück und spielte bei den Arkansas RiverBlades in der ECHL. Nach einer Saison wechselte er wieder nach Europa und stürmte in der britischen Ice Hockey Superleague für Manchester Storm. Dort war er sehr erfolgreich und wurde in der Saison 2000/01 zum Spieler des Jahres gewählt, sowohl von den Fans, als auch von seinen Kollegen („Players' player of the year“). Nach einer zweiten Saison in Manchester ging der Kanadier nach Deutschland und unterschrieb beim EC Bad Nauheim. In Bad Nauheim spielte er zwei Jahre, ehe er 2004 zu den Straubing Tigers wechselte, die ebenfalls in der zweiten Bundesliga spielten. Mit den Tigers gelang ihm 2006 die Meisterschaft und der Aufstieg in die DEL. Im Januar 2008 verließ Gallant Straubing und unterschrieb beim österreichischen Erstligisten Vienna Capitals, mit denen er zweimal in Folge in das Play-off-Halbfinale einzog. Nach der Saison 2008/09 verließ der Kanadier Wien und schloss sich der Mannschaft High1 an, welche in der Asia League Ice Hockey spielt. Nach einem Jahr in Südkorea kehrte er nach Österreich zurück und schloss sich dem HC Innsbruck an. Dort spielte der Stürmer eine Saison, ehe er seine Karriere beendete.
Nach seiner aktiven Karriere gründete er eine Eishockeyschule, zudem ist er als Scout in der OHL tätig.

### International
1997 wurde Trevor Gallant erstmals für das Team Canada nominiert. Er absolvierte 1997/98 insgesamt 63 Spiele für die kanadische Nationalmannschaft und erzielte dabei 48 Scorerpunkte, in der Spielzeit 1998/99 trug er zwei weitere Male das Trikot seines Heimatlandes.

## Erfolge und Auszeichnungen
- 2006 Meister der 2. Bundesliga mit den Straubing Tigers

## Karrierestatistik
(Legende zur Spielerstatistik: Sp oder GP = absolvierte Spiele; T oder G = erzielte Tore; V oder A = erzielte Assists; Pkt oder Pts = erzielte Scorerpunkte; SM oder PIM = erhaltene Strafminuten; +/− = Plus/Minus-Bilanz; PP = erzielte Überzahltore; SH = erzielte Unterzahltore; GW = erzielte Siegtore; 1 Play-downs/Relegation; Kursiv: Statistik nicht vollständig)